# Pandemia de COVID-19 en Amapá
El primer caso de la pandemia de enfermedad por coronavirus en Amapá, estado de Brasil, se confirmó el 20 de marzo de 2020. Hay 35.364 casos confirmados y 556 fallecidos.

## Cronología

### Marzo
El 20 de marzo se confirma el primer caso en Macapá, capital de Amapá. Se trataba de una mujer de 36 años, que estaba viviendo en una casa de Belém do Pará, donde tuvo contacto con una conocida proveniente de São Paulo.

### Abril
El 4 de abril se confirmó la primera muerte por COVID-19 en Macapá. El paciente era un hombre de 60 años que poseía una dolencia pulmonar obstructiva crónica.

## Registro
Lista de municipios de Amapá con casos confirmados.
| Posición | Municipio        | N.º casos | N.º muertes |
| -------- | ---------------- | --------- | ----------- |
| 1        | Macapá           | 827       | 27          |
| 2        | Santana (Amapá)  | 129       | 3           |
| 3        | Laranjal do Jari | 52        | 3           |
| 4        | Oiapoque         | 23        | 1           |
| 5        | Mazagão (Amapá)  | 13        | 0           |